# Dyke, Skottland
Dyke är en by i Moray i Skottland. Byn är belägen 1 km 
från Brodie Castle. Orten har 195 invånare (2001).